# Эристов, Андрей Михайлович
Князь Андрей Михайлович Эристов (9 (21) марта 1855 — 16 января 1932, Париж) — политический деятель.

## Биография
Родился в семье князя Михаила Кайхосровича Эристави-Гурийского (1819—1871) и Елизаветы Отиевны (урождённой княжны Дадиани). Окончил частную гимназию Бычкова в Санкт-Петербурге и 4 курса физико-математического факультета Санкт-Петербургского университета, экзамены не сдал из-за болезни.
В 1876 году привлекался к дознанию по подозрению к принадлежности к кавказскому революционному кружку. По высочайшему повелению 26 июля 1878 года за недостатком улик освобожден от наказания.
С 1879 года поселился в своем имении на Кавказе (владелец 5000 десятин земли), где успешно занимался сельским хозяйством, участвовал в съездах и выставках. В 1889—1898 годах мировой посредник в Кутаисской губернии. С 1898 года — председатель Общества взаимного кредита в Поти, а затем в Кутаиси. В 1900 году назначен почетным мировым судьей Кутаисского окружного суда. один из инициаторов создания и организаторов Кутаисского отделения Кавказского общества сельского хозяйства и Кутаисской земледельческой школы, член Русского собрания, участник VIII—XII съездов Объединённого дворянства.
С 1909 года член Государственного совета, входил в Правую группу.
Коллежский советник (1914), член Особого совещания по устройству беженцев (1915) и Сельскохозяйственного совещания (1916).
Награждён орденами Святого Станислава III степени (1898), Святого Владимира IV степени (1915).
В 1917 году член Поместного собора Православной российской церкви по избранию от Государственного совета. Признан выбывшим из состава Собора за неприбытием.
С 1920 года жил во Франции. Похоронен на кладбище Сент-Женевьев-де-Буа.
Автор неопубликованных воспоминаний «Исторические картины. Из эпохи русской революции. Впечатления и мысли очевидца», рукопись которых хранится в архиве Института социальной истории в Амстердаме.

## Семья
Был женат на Марии Мелитоновне Дадиани. Дети: Элисбар, Леонид, Елена.